# Gare de Herend
La gare de Herend (en hongrois : Herend vasútállomás) est une gare ferroviaire hongroise, située à Herend.